# Збилє
Збилє (словен. Zbilje) — поселення в общині Медводе, Осреднєсловенський регіон, Словенія. 
Висота над рівнем моря: 335,1 м.